# بوابة المسلة
بوابة المسلة هي رواية فنتازيا علمية من إصدارات 2016 للكاتبة نورا جيميسين. تعتبر الرواية المجلد الثاني من سلسلة الأرض المتحطمة إذ سبقتها رواية  الموسم الخامس وتلتها رواية السماءالحجرية. صدرت رواية بوابة المسلة لتجد كم هائل من المراجعات النقدية ومثل سابقتها في السلسلة فقد فازت بجائزة هوغو لأفضل رواية. 

## الرواية
تجري أحداث الرواية على قارة عظمى وحيدة تُسمى "السكون"، هذه القارة تتأثر بكارثة تغير مناخي كل بضعة قرون (يسمى الحدث بـ«الموسم الخامس»). يتحدث هذا الكتاب حول مابعد حدث «الموسم الخامس» السيء الذي قد يتطور ويكون نهاية العالم. إذ تتابع أحداث شخصيتين رئيسيتين: أم وابنة، وكلاهما ذو موهبة سحرية (أوروجين) حيث انفصلا عن بعضهما البعض قبل حدوث آخر موسم خامس. تدور أحداث الرواية حول رحلتهم  للعثور على بعضها البعض مرة أخرى وجهودهما لاكتشاف سبب حدوث الموسم الخامس من الأساس.